# Província de São Paulo
A Província de São Paulo foi uma província do Reino Unido de Portugal, Brasil e Algarves, e posteriormente do Império do Brasil, tendo sido criada em 28 de fevereiro de 1821 a partir da Capitania de São Paulo.

## História

### Ciclo do ouro, decadência e restauração da capitania

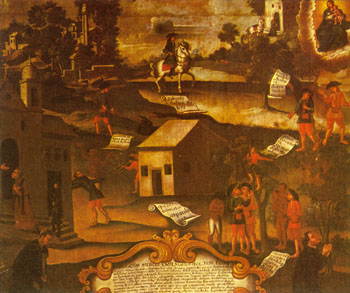
Representação da Guerra dos Emboabas.

No final do século XVII, bandeirantes paulistas descobrem ouro na região do Rio das Mortes, nas proximidades da atual São João del-Rei. A descoberta das imensas jazidas de ouro provoca uma corrida em direção às Minas Gerais, como eram chamadas na época os inúmeros depósitos de ouro por exploradores advindos tanto de São Paulo quanto de outras partes da colônia. Como descobridores das minas, os paulistas exigiam exclusividade na exploração do ouro, porém foram vencidos em 1710 com o fim da Guerra dos Emboabas, perdendo o controle das Minas Gerais, que se torna capitania autônoma em 1721. O ouro extraído de Minas Gerais seria escoado via Rio de Janeiro.
O êxodo em direção às Minas Gerais provocou a decadência econômica na capitania, e ao longo do século XVIII esta foi perdendo território e dinamismo econômico até ser simplesmente anexada em 1748 à capitania do Rio de Janeiro. Assim, pouco antes de ser anexada ao Rio de Janeiro, São Paulo perdeu território para a criação da Capitania de Goiás e a Capitania do Mato Grosso. Estas duas capitanias correspondem hoje aos estados de Mato Grosso do Sul, Mato Grosso, Rondônia, Goiás, Tocantins, Distrito Federal e o Triângulo Mineiro.
Em 1765, pelos esforços do Morgado de Mateus é reinstituída a Capitania de São Paulo e este promove uma política de incentivo à produção de açúcar para garantir o sustento da capitania. A capitania é restaurada entretanto com cerca de um terço de seu território original, compreendendo apenas os atuais estados de São Paulo e Paraná e parte de Santa Catarina. O Morgado de Mateus criou a Vila de Lages e Campo Mourão para a defesa da capitania. Foram criadas várias outras vilas, como Campinas e Piracicaba, fato que não ocorria desde o início do século XVIII em São Paulo, onde logo a cana-de-açúcar desenvolve-se.
A capitania de São Paulo ganha peso político, durante a época da Independência do Brasil, pela figura de José Bonifácio, natural de Santos, e, em 7 de setembro de 1822, a Independência é proclamada às margens do riacho Ipiranga, em São Paulo, por dom Pedro I. Em 1821, a capitania transforma-se em província. Em 1853, é criada a província do Paraná, e São Paulo perde território pela última vez, ficando a partir daquela data com seu território atual, tendo suas divisas atuais fixadas em definitivo apenas na década de 1930.

### Ciclo do café

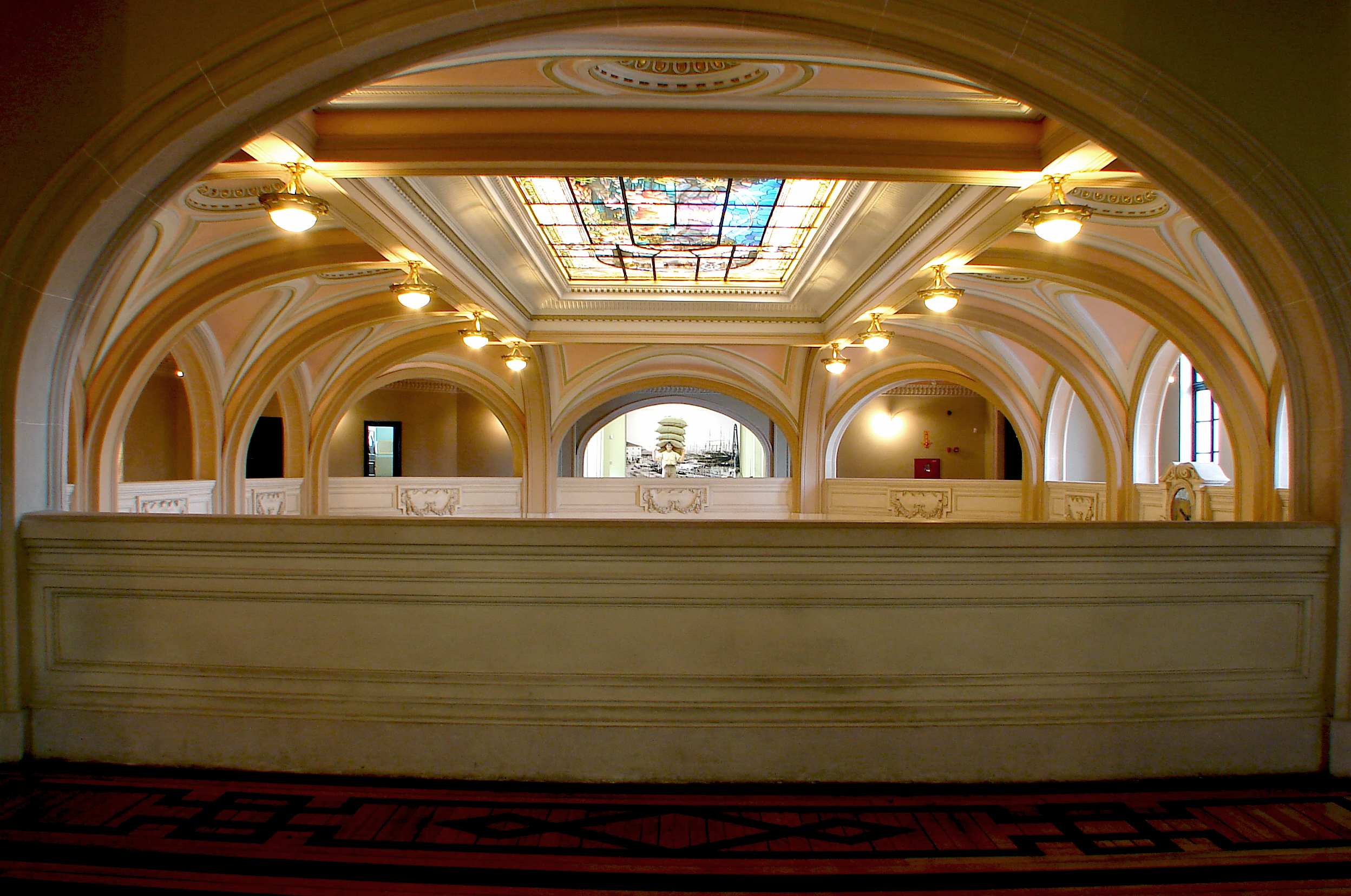
Interior da antiga sede da Bolsa do Café, em Santos.

Em 1817, é fundada a primeira fazenda de café de São Paulo, no vale do rio Paraíba do Sul, e, após a Independência do Brasil, o cultivo de café ganha força nas terras da região do Vale do Paraíba, enriquecendo rapidamente cidades como Guaratinguetá, Bananal, Lorena, Pindamonhangaba e Taubaté. O Vale enriquece-se rapidamente, gerando uma oligarquia rural, porém o restante da província continua dependente da cana-de-açúcar e do comércio que vai se estabelecendo na cidade de São Paulo, impulsionado pela fundação de uma Faculdade de Direito em 1827.
Entretanto, a exaustão dos solos do Vale do Paraíba e as crescentes dificuldades impostas ao regime escravocrata levam a uma decadência no cultivo do café a partir de 1860 e o Vale vai se esvaziando economicamente enquanto o cultivo do café migra em direção ao Oeste Paulista, substituindo o cultivo da cana-de-açúcar, resultando em grandes mudanças econômicas e sociais. A proibição do tráfico negreiro em 1850 leva à necessidade de busca de nova forma de mão de obra e a imigração de europeus passa a ser incentivada pelos governos imperial e provincial. O escoamento dos grãos passa a ser feito via porto de Santos, o que leva a fundação da primeira ferrovia paulista, a São Paulo Railway, inaugurada em 1867, ligando Santos a Jundiaí, passando por São Paulo, que começa a se transformar em importante entreposto comercial entre o litoral e o interior cafeeiro. O café vai adentrando paulatinamente o oeste paulista; em 1870, a penetração da cultura encontra os férteis campos de cultivo de terras roxas do nordeste paulista, onde surgiram as maiores e mais produtivas fazendas de café do mundo. Atrás de novas terras para o café, exploradores adentram o até então desconhecido quadrilátero compreendido entre a Serra de Botucatu e os rios Paraná, Tietê e Paranapanema no final do século XIX e início do século XX. O sul paulista (Vale do Ribeira e região de Itapeva) não atrai o cultivo do café e sofre com litígios de divisa entre São Paulo e Paraná, sendo, portanto posto à margem do desenvolvimento do resto da província, tornando-se, até os dias atuais, a região mais pobre do território paulista.
O enriquecimento provocado pelo café e a constante chegada de imigrantes italianos, portugueses, espanhóis e árabes à província, além do desenvolvimento de uma grande rede férrea, trazem prosperidade a São Paulo.

### Guerra do Paraguai
A província participou ativamente do esforço de guerra brasileiro durante a Guerra do Paraguai: das 21 províncias do Império, foi a sexta que mais enviou Voluntários e Guardas Nacionais em números absolutos, com 6 504 homens. Após a invasão do território brasileiro pelas tropas paraguaias, houve, em todo o país, entusiasmo popular, com muitos voluntários se apresentando para lutar. Em São Paulo, não foi diferente. Nela se formou o 7º Corpo de Voluntários da Pátria. 

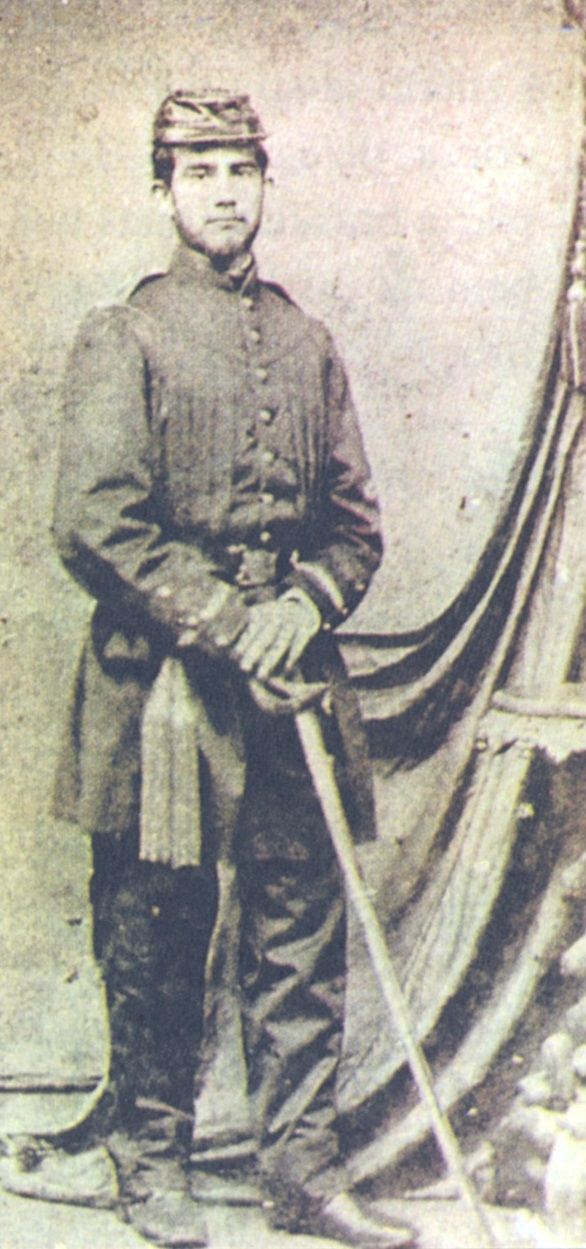
Tenente Pio Correa Rocha, natural de Araraquara, membro do corpo paulista de Voluntários da Pátria (7 de Voluntários), em 1866.

Em 10 de abril de 1865, saiu de São Paulo uma coluna com 568 homens (135 paranaenses), comandados pelo coronel Manuel Pedro Drago. Seu destino era Uberaba, na província de Minas Gerais, onde receberia reforços e partiria para o Mato Grosso. A primeira parada da coluna foi em Campinas, onde o coronel Drago perdeu tempo precioso permanecendo dois meses parado na cidade, desfrutando da vida social desta. Entretanto, existe outra versão justificando a demora de Drago: ele teria esperado por não receber recursos financeiros, cavalos, arreios e autorização para engajar tropeiros na marcha, os quais deveriam ter sido proporcionados pelo Ministério da Guerra. De qualquer modo, em Campinas a coluna sofreu seis mortos vitimados pela varíola e ainda teve 159 deserções, principalmente de praças do Corpo Policial de São Paulo e da Companhia de Cavalaria da Guarnição de São Paulo. Em 20 de Junho, a coluna retomou a marcha rumo ao norte, passando por Casa Branca e Franca pelo antigo Caminho dos Goiases, onde a tropa se alimentou nos ranchos existentes na beira da estrada, chegando a Uberaba em 18 de Julho, onde recebeu reforços. Depois de muitos problemas, a coluna que havia partido de São Paulo em 1865 chegou a Miranda, no Mato Grosso, em 17 de setembro de 1866, percorrendo, no total, quase 2 mil quilômetros.
Após o fim da ocupação paraguaia em território brasileiro, praticamente não se alistaram mais voluntários. A guerra começava a se tornar impopular e o recrutamento forçado de soldados foi recebido com resistência em todas as províncias. Para evitar o recrutamento, muitos passaram a aderir ao Partido Liberal, na esperança de serem protegidos por partidários locais; outros, principalmente os jovens, casavam-se com mulheres que tinham o dobro da sua idade. Ainda assim, a forma mais comum de se evitar o alistamento era simplesmente a fugir para o mato. Em São José do Rio Preto, a população abandonou totalmente a vila, fugindo para o mato, ficando nela apenas o subdelegado, encarregado de recrutar a população. Em São Sebastião, todos os convocados desertaram, se refugiando no mato. Uma das medidas adotadas pelo governo para contrabalancear as dificuldades de alistamento era libertar escravos, arrematando-os como voluntários. Houve também o uso do alistamento como vingança política: em Capivari, o líder conservador, Francisco Fernando de Barros, encarregado do recrutamento e visando anular o prestígio do padre Fabiano José Pereira de Camargo, líder liberal, literalmente caçava membros do Partido Liberal para remetê-los como voluntários a São Paulo. A situação foi tanta que, em 1866, dos 1331 soldados recrutados na província, apenas 87 eram voluntários.

## Demografia
A população da província era de pouco mais de 200 mil habitantes no período imediato à independência do Brasil, chegando à marca de 1 221 394 no ano de 1886, próximo ao fim do Império. Durante os quase 70 anos de sua duração, a província de São Paulo foi marcada por vários processos que modificaram seu quadro demográfico. Houve, durante a primeira metade do século, um incremento na população de origem africana através do tráfico negreiro, durando até sua proibição, em 1850, passando então a se importar escravos das outras províncias do Império. Com a proibição do tráfico e as leis antiescravistas que se seguiram aos longo das décadas, cada vez mais os fazendeiros passaram a depender da mão de obra imigrante, visando a suprir a falta de braços para a lavoura, fazendo com que a população estrangeira passasse a aumentar a partir da década de 1850. Entretanto, esse processo foi lento, pois dificilmente o número de imigrantes entrados no território paulista passava de mil por ano. Isso só mudou a partir da década de 1880, com os últimos anos da província, especialmente o triênio 1887/1888/1889, sendo caracterizados pela imigração massiva, especialmente de italianos.
O historiador Sérgio Buarque de Holanda afirma que na primeira metade do século XVIII os indígenas representavam 80 por cento da população de São Paulo. Cem anos depois, os censos realizados na cidade, mostravam apenas três categorias: branco, preto e pardo ou mulato. No início do século XVIII, os censos de São Paulo registravam seis grupos raciais, incluindo dois para indígenas, um para descendentes de indígenas e um para descendência europeia. Observando os censos do final do século XVIII, nota-se que os índios eram muito poucos, principalmente aqueles que permaneceram nas aldeias, que eram administradas pelas ordens religiosas. No entanto, os mestiços ou mulatos, continuaram a aparecer nos censos como uma parte considerável da população até a última década do século. Esses fatos sugerem que os mestiços passaram a ser classificados de forma diferente, mas o que aconteceu com os índios é incerto. Eles podem ter migrado para longe, ou a maioria deles pode ter tido descendentes mestiços, ou até mesmo virem a ser classificados como tal.
| Areias                            | 5 098   | 41,9 | 5 363  | 44,1 | 1 685  | 13,8  | 12 146  |
| Atibaia                           | 3 991   | 50,5 | 1 552  | 19,6 | 2 357  | 29,8  | 7 900   |
| Bragança                          | 8 488   | 62,3 | 1 894  | 13,9 | 3 221  | 23,6  | 13 603  |
| Cananéia                          | 213     | 15,0 | 535    | 37,7 | 669    | 47,2  | 1 417   |
| Conceição de Itanhaém             | 212     | 21,5 | 35     | 3,56 | 735    | 74,8  | 982     |
| Constituição (Piracicaba)         | 4 149   | 49,9 | 3 058  | 36,8 | 1 093  | 13,1  | 8 300   |
| Cunha                             | 1 181   | 36,9 | 1 379  | 43,2 | 632    | 19,7  | 3 192   |
| Guaratinguetá                     | 3 888   | 57,4 | 1 998  | 29,5 | 883    | 13,0  | 6 769   |
| Iguape                            | 4 354   | 50,8 | 2 110  | 24,6 | 2 106  | 24,5  | 8 570   |
| Itapeva                           | 937     | 26,4 | 461    | 13,0 | 2 138  | 60,4  | 3.536   |
| Itapetininga                      | 5 583   | 60,4 | 922    | 9,9  | 2 724  | 29,5  | 9 229   |
| Itu                               | 2 883   | 36,8 | 3 917  | 50,0 | 1 024  | 13,0  | 7 824   |
| Jacareí                           | 5 174   | 60,6 | 1 665  | 19,5 | 1 688  | 19,7  | 8 527   |
| Jundiaí                           | 2 252   | 38,5 | 2 061  | 35,2 | 1 535  | 26,2  | 5 848   |
| Lorena                            | 4 840   | 56,0 | 2 440  | 28,2 | 1 348  | 15,6  | 8 628   |
| Mogi das Cruzes                   | 6 116   | 58,0 | 1 726  | 16,3 | 2 696  | 25,5  | 10 538  |
| Mogi Mirim                        | 15 349  | 68,5 | 3 841  | 17,1 | 3 196  | 14,2  | 22 386  |
| Nazaré                            | 1 828   | 53,3 | 598    | 17,4 | 998    | 29,1  | 3 424   |
| Parnaíba                          | 3 289   | 46,2 | 1.663  | 23,3 | 2 167  | 30,43 | 7 119   |
| Pindamonhangaba                   | 3 570   | 59,1 | 1 635  | 27,0 | 831    | 13,7  | 6 036   |
| Porto Feliz                       | 3 598   | 36,4 | 5 004  | 50,6 | 1 276  | 12,9  | 9 878   |
| Santos                            | 1 454   | 28,2 | 2 320  | 45,0 | 1 372  | 26,6  | 5 146   |
| São Carlos (Campinas)             | 2 328   | 30,2 | 4 188  | 54,5 | 1 168  | 15,2  | 7 684   |
| São José                          | 2 164   | 68,7 | 317    | 10,0 | 668    | 21,2  | 3 149   |
| São Luiz do Paraitinga            | 2 748   | 63,5 | 1.065  | 24,6 | 508    | 11,7  | 4 321   |
| São Roque                         | 598     | 46,8 | 365    | 28,0 | 340    | 26,0  | 1 303   |
| São Sebastião                     | 2 297   | 49,6 | 1 370  | 29,6 | 959    | 20,73 | 4 626   |
| São Vicente                       | 99      | 13,6 | 230    | 31,7 | 396    | 54,6  | 725     |
| Sorocaba                          | 6 849   | 67,8 | 1 852  | 18,3 | 1 387  | 13,7  | 10 088  |
| Taubaté                           | 7 168   | 68,8 | 1 971  | 18,9 | 1 278  | 12,2  | 10 417  |
| Ubatuba                           | 2 726   | 55,8 | 1 633  | 33,4 | 518    | 10,6  | 4 877   |
| Vila Bela da Princesa (Ilha Bela) | 1 518   | 45,0 | 1 096  | 32,5 | 756    | 22,4  | 3.370   |
| Total aproximado da província     | 116 943 | 52,7 | 60 264 | 27,1 | 44 352 | 20,0  | 221 559 |

Observação: os dados para os municípios de Atibaia, Conceição de Itanhaém, Constituição, Jacareí, Santos, e Ubatuba são referentes ao ano de 1828, enquanto que os restantes são referentes ao ano de 1829.
| Entrada de imigrantes na província de São Paulo: 1827-1886 | Entrada de imigrantes na província de São Paulo: 1827-1886 | Entrada de imigrantes na província de São Paulo: 1827-1886 | Entrada de imigrantes na província de São Paulo: 1827-1886 | Entrada de imigrantes na província de São Paulo: 1827-1886 | Entrada de imigrantes na província de São Paulo: 1827-1886 | Entrada de imigrantes na província de São Paulo: 1827-1886 | Entrada de imigrantes na província de São Paulo: 1827-1886 | Entrada de imigrantes na província de São Paulo: 1827-1886 | Entrada de imigrantes na província de São Paulo: 1827-1886 | Entrada de imigrantes na província de São Paulo: 1827-1886 |
| Ano                                                        | Imigrantes                                                 | Ano                                                        | imigrantes                                                 | Ano                                                        | Imigrantes                                                 | Ano                                                        | Imigrantes                                                 | Ano                                                        | Imigrantes                                                 |                                                            |
| ---------------------------------------------------------- | ---------------------------------------------------------- | ---------------------------------------------------------- | ---------------------------------------------------------- | ---------------------------------------------------------- | ---------------------------------------------------------- | ---------------------------------------------------------- | ---------------------------------------------------------- | ---------------------------------------------------------- | ---------------------------------------------------------- | ---------------------------------------------------------- |
| 1827                                                       | 226                                                        | 1850                                                       | 5                                                          | 1859                                                       | 120                                                        | 1869                                                       | 117                                                        | 1878                                                       | 2 058                                                      |                                                            |
| 1828                                                       | 100                                                        | 1851                                                       | 53                                                         | 1860                                                       | 108                                                        | 1870                                                       | 159                                                        | 1879                                                       | 973                                                        |                                                            |
| 1829                                                       | 29                                                         | 1852                                                       | 976                                                        | 1861                                                       | 218                                                        | 1871                                                       | 83                                                         | 1880                                                       | 613                                                        |                                                            |
| 1836                                                       | 27                                                         | 1853                                                       | 535                                                        | 1862                                                       | 185                                                        | 1872                                                       | 323                                                        | 1881                                                       | 2 705                                                      |                                                            |
| 1837                                                       | 277                                                        | 1854                                                       | 732                                                        | 1863                                                       | 10                                                         | 1873                                                       | 590                                                        | 1882                                                       | 2 743                                                      |                                                            |
| 1840                                                       | 80                                                         | 1855                                                       | 2 125                                                      | 1865                                                       | 1                                                          | 1874                                                       | 120                                                        | 1883                                                       | 4 912                                                      |                                                            |
| 1846                                                       | 18                                                         | 1856                                                       | 926                                                        | 1866                                                       | 144                                                        | 1875                                                       | 3 289                                                      | 1884                                                       | 4 879                                                      |                                                            |
| 1847                                                       | 465                                                        | 1857                                                       | 509                                                        | 1867                                                       | 789                                                        | 1876                                                       | 1 303                                                      | 1885                                                       | 6 500                                                      |                                                            |
| 1849                                                       | 86                                                         | 1858                                                       | 329                                                        | 1868                                                       | 108                                                        | 1877                                                       | 2 832                                                      | 1886                                                       | 9 536                                                      |                                                            |

Como dito antes, o auge da imigração para a província de São Paulo ocorreu no triênio final do Império: 
| 1887             | 27 323  | 2 704  | 218   | 162   | 1 867 | 32 274  |
| 1888             | 80 749  | 7 757  | 1 465 | 1 112 | 1 003 | 92 086  |
| 1889             | 19 025  | 3 312  | 2 845 | 1 090 | 1 621 | 27 893  |
| Total do triênio | 127 097 | 13 773 | 4 528 | 4 491 | 2 364 | 152 253 |

Havia ainda boa quantidade de índios na província, principalmente nas regiões do atual Oeste e Noroeste paulista. Conforme foram sendo criadas povoações nestas regiões, fazia-se necessário pacificar os índios e/ou catequizá-los. Também existiam aldeamentos nas regiões de povoamento mais antigo, embora muitos desses aldeamentos existissem apenas nominalmente e seus índios já fossem etnicamente muito misturados com os brancos, além de quase desconhecerem sua língua e cultura nativas.
Os aldeamentos para o ano de 1868 eram os seguintes:
| Aldeamento      | Município       | Homens | Mulheres | Total |
| --------------- | --------------- | ------ | -------- | ----- |
| Itarery         | Iguape          | 17     | 14       | 31    |
| Tijuco-Preto    | Botucatu        | 35     | 40       | 75    |
| Pinheiros       | São Paulo       | 18     | 25       | 43    |
| Escada          | Mogi das Cruzes | 21     | 27       | 48    |
| Queluz          | Queluz          | 33     | 33       | 66    |
| Mboy            | Santo Amaro     | 45     | 42       | 87    |
| S. Miguel       | São Paulo       | 45     | 58       | 103   |
| Itaquaquecetuba | Mogi das Cruzes | 86     | 61       | 147   |
| Total           | –               | 300    | 300      | 600   |

Além destes oito, havia os aldeamentos de Carapicuhyba, Baruery e S. João Baptista, sem informações existentes, sendo os dois primeiros na Capital e este último no município de Faxina, totalizando, então, 11 aldeamentos.

## Política
Quando promulgada em 1824, a Constituição Imperial criou o Conselho Geral de Província, o legislador das províncias. Este conselho era composto por 21 ou 13 membros eleitos, dependendo do tamanho da população da província. Todas as "resoluções" (leis) criadas pelos conselhos precisavam da aprovação da Assembleia Geral, sem direito de recurso. Os Conselhos Provinciais também não tinham autoridade para aumentar as receitas e os seus orçamentos eram debatidos e ratificados pela Assembleia Geral. As províncias não tinham autonomia e eram inteiramente subordinadas ao governo nacional.
Com a emenda constitucional de 1834, conhecida como Ato Adicional, os Conselhos Gerais de Províncias foram suplantados pela Assembleias Legislativas Provinciais. As novas Assembleias gozavam de uma autonomia muito maior em relação ao governo nacional. A Assembleia Provincial era composta por 36, 28 ou 20 deputados eleitos, número que dependia do tamanho da população da província. A eleição de deputados provinciais seguia o mesmo procedimento usado para eleger deputados gerais para a Câmara dos Deputados.

### Assembleia Legislativa Provincial

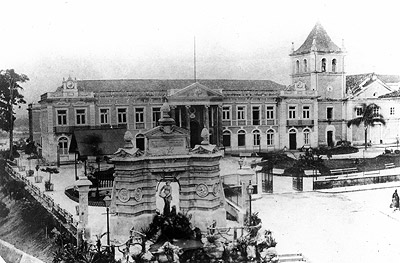
O Palácio, a Secretaria do Governo e a Igreja do Colégio, sede do governo provincial, 1887.

A primeira Constituição do Brasil (outorgada por Dom Pedro I, em 25 de março de 1824) não previa a delegação de poderes legislativos às províncias do império. Por outro lado, estabelecia órgãos deliberativos sobre assuntos gerais de interesse das províncias, os chamados Conselhos Gerais.
Esta situação perdura por dez anos, até a criação das Assembleias Legislativas Provinciais, através do Ato Adicional de 1834. Inicialmente as sessões da assembleia legislativa provincial duravam dois meses, sujeitas a prorrogações.
Em 27 de junho de 1835 foi estabelecido, que o início dos trabalhos se daria a 1 de março de cada ano. Já a lei nº 1, de 25 de março de 1846, mudou a instalação para 1 de outubro. Estas datas eram passíveis de modificação pelos presidentes da província. A mesa diretora da assembleia seria eleita após a instalação e seu mandato era de um mês, sendo possível a reeleição.
A função estabelecida para as Assembleias era de legislar sobre assuntos municipais e provinciais, como educação pública (exceto ensino superior); desapropriação por utilidade pública; orçamento; fiscalização dos gastos públicos; criação de cargos e definição dos salários; obras públicas, estradas e navegação no interior da Província; construção de prisões, casas de socorros públicos e associações religiosas; controle dos atos do Presidente da Província em relação aos empregados provinciais; etc.

### Presidente da Província

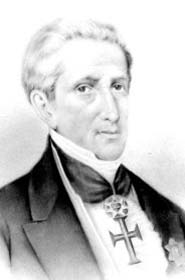
Lucas Antônio Monteiro de Barros, o Visconde de Congonhas do Campo, primeiro Presidente da Província.

Os presidentes das províncias eram nomeados pelo governo nacional e eram, em teoria, acusado de governar a província. Na prática, porém, o seu poder era intangível, e variava de província para província baseado em um grau relativo de influência pessoal e de caráter pessoal de cada presidente. Como o governo nacional queria garantir que eles fossem leais, os presidentes eram, na maioria dos casos, enviados para a província em que não tinham laços políticos, familiares ou de outros tipos. Para impedi-los de desenvolver quaisquer interesses ou apoios locais fortes, os presidentes eram limitados a um mandato de apenas alguns meses no cargo.
Como o presidente geralmente passava grande parte do tempo longe da província, muitas vezes viajando para a sua província natal ou para a capital imperial, o governador de facto era o vice-presidente, que era escolhido pela Assembleia Provincial e normalmente era um político local. Com pouco poder de minar a autonomia provincial, o presidente era um agente do governo central, com pouca função além da de transmitir os seus interesses com os chefes políticos provinciais.
Os presidentes poderiam ser usados pelo governo central para influenciar ou até mesmo fraudar eleições, apesar de ser eficaz, o presidente tinha que confiar nos políticos provinciais e locais que pertenciam ao seu próprio partido político. Essa interdependência criou uma relação complexa, que era baseada na trocas de favores, interesses privados, metas partidárias, negociações e outras manobras políticas.

### Secretaria de Governo da Província
A fim de auxiliar o Presidente da Província, foi estruturada a Secretaria de Governo a partir da secretaria anterior, vinculada à Capitania de São Paulo. Ela concentrava funções bastante diversas, crescentes à medida que a própria Província de São Paulo se expandia tanto demográfica como economicamente, ao longo do Período Imperial. Suas atribuições, dentre muitas outras, incluíam desde expedir atos e arquivar a produção documental, por ela produzida ou acumulada, até ser responsável por recenseamento e estatística judiciária, além de exercer funções ligadas à instrução pública e agricultura.

### Governo municipal
A Câmara Municipal (conselho municipal) era o órgão de governo nas cidades e já existia no Brasil desde o início do período colonial, no século XVI. A câmara era composta por vereadores e o número deles dependia do tamanho da cidade. Ao contrário do Conselho Geral Provincial, a Constituição deu aos conselhos municipais grande autonomia. No entanto, quando as Assembleias Provinciais substituíram o Conselho Geral Provincial em 1834, muitos dos poderes das câmaras municipais (como a definição dos orçamentos municipais, a fiscalização das despesas, a criação de postos de trabalho e a nomeação de funcionários públicos) foram transferidos para o governo provincial. Além disso, todas as leis promulgadas pelo conselho da cidade passaram a precisar da ratificação da Assembleia Provincial, mas não do Parlamento. Enquanto o Ato Adicional concedeu maior autonomia para as províncias do governo central, ele também transferiu a autonomia dos municípios para os governos provinciais. Não havia o cargo de prefeito e as cidades eram governadas por um conselho municipal e seu presidente  era o vereador que tinha ganhado a maioria dos votos durante as eleições.

### Eleições

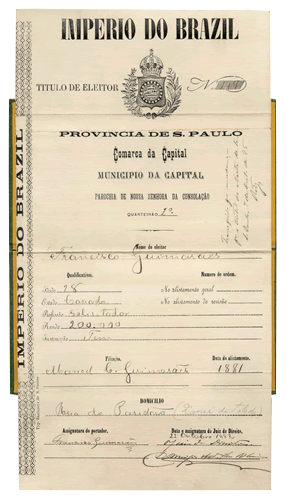
Primeiro título eleitoral - 1881. Decreto nº 3.029 – 09.01.1881

Até 1881, o voto era obrigatório e as eleições ocorriam em duas etapas. Na primeira fase os eleitores escolhiam eleitores que, em seguida, selecionavam uma chapa de candidatos ao senado. O imperador iria escolher um novo senador (membro do Senado, a câmara alta da Assembleia Geral) a partir de uma lista de três candidatos que receberiam o maior número de votos. Os eleitores também escolhiam os deputados gerais (membros da Câmara dos Deputados, a câmara baixa), deputados provinciais (membros das assembleias provinciais) e vereadores (membros dos conselhos municipais), sem o envolvimento imperial em uma seleção final. Todos os homens com mais de 25 anos com uma renda anual de pelo menos 100 mil réis (o equivalente em 1824 a 98 dólares) eram elegíveis para votar na primeira fase. A idade mínima para votar foi reduzida para 21, para homens casados. Para se tornar um eleitor era necessário ter uma renda anual de pelo menos 200 mil réis.
O sistema brasileiro era relativamente democrático, por um período durante o qual as eleições indiretas eram comuns nas democracias. A exigência de renda era muito maior no Reino Unido, mesmo após as reformas de 1832. No momento os únicos países que não exigiam um nível mínimo de renda como uma qualificação para a votação eram França e Suíça, onde o sufrágio universal só foi introduzido em 1848. É provável que nenhum país europeu na época tivesse uma legislação tão liberal como a do Brasil. A exigência de renda era baixa o suficiente para que qualquer cidadão do sexo masculino empregado pudesse se qualificar para votar. Por exemplo, o funcionário público com menor salário em 1876 era o zelador, que ganhava 600 mil réis por ano.
A maioria dos eleitores brasileiros tinham um rendimento baixo. Por exemplo, em 1876 na cidade de Formiga, na província de Minas Gerais, os pobres constituíam 70% do eleitorado. Em Irajá, na província do Rio de Janeiro, os pobres eram 87% do eleitorado. Os ex-escravos não podiam votar, mas seus filhos e netos sim, assim como os analfabetos (o que poucos países permitiam). Em 1872, 10,8% da população brasileira votou (13% da população não-escrava). Em comparação, a participação eleitoral no Reino Unido em 1870 foi de 7% da população total; na Itália foi de 2%; em Portugal 9%; e nos Países Baixos de 2,5%. Em 1832, o ano da reforma eleitoral britânica, cerca de 3% dos britânicos votaram. Novas reformas em 1867 e 1884 expandiram a participação eleitoral no Reino Unido para 15%.
Embora fraudes eleitorais fossem comuns, elas não eram ignoradas pelo imperador, por políticos ou por observadores da época. O problema foi considerado uma questão importante e tentativas foram feitas para corrigir abusos, sendo que legislações (como as reformas eleitorais de 1855, 1875 e 1881) foram promulgadas repetidamente para combater as fraudes. As reformas de 1881 trouxeram mudanças significativas: elas eliminaram o sistema eleitoral de dois estágios, introduzido a votação direta e facultativa, e permitiu os votos dos ex-escravos e não-católicos emancipados. Por outro lado , os cidadãos analfabetos já não podiam mais votar. A participação nas eleições caiu de 13% para apenas 0,8% em 1886. Em 1889, cerca de 15% da população brasileira sabia ler e escrever. Apenas desautorizar os analfabetos a votar não explicava então a súbita queda nos percentuais de voto. A interrupção do voto obrigatório e a apatia do eleitor podem ter sido fatores significativos que contribuíram para a redução do número de eleitores.

### Documentação histórica
Parte significativa das fontes primárias que embasam as seções deste artigo provém do acervo documental da Secretaria de Governo da Província de São Paulo, mantido e organizado pelo Arquivo Público do Estado de São Paulo (APESP).
Tomando  como exemplo a seção Demografia, os quadros estatísticos baseiam-se na contagem original manuscrita  do subconjunto nomeado como “Maços de População”, composto por 275 caixas de documentos textuais, dentre as quase 3.000 relativas ao período provincial paulista. 
Além disso, o último presidente da Província, José Vieira Couto de Magalhães, tem um pequeno acervo pessoal(19 documentos), custodiado também pelo APESP, com cartas e dois diários íntimos.
Como a Secretaria de Governo da Província de São Paulo se desdobrou, após a proclamação da República, em outras secretárias, que naturalmente acumularam documentação anterior à sua fundação, é possível também encontrar fontes do Período Imperial no acervo da Secretaria da Fazenda, Secretaria da Agricultura, Secretaria do Interior e Secretaria da Justiça.